# Cricqueville-en-Bessin
Cricqueville-en-Bessin és un municipi francès situat al departament de Calvados i a la regió de Normandia. L'any 2007 tenia 183 habitants.

## Demografia

### Població
El 2007 la població de fet de Cricqueville-en-Bessin era de 183 persones. Hi havia 72 famílies de les quals 12 eren unipersonals (4 homes vivint sols i 8 dones vivint soles), 28 parelles sense fills, 28 parelles amb fills i 4 famílies monoparentals amb fills.
La població ha evolucionat segons el següent gràfic:
Habitants censats

### Habitatges
El 2007 hi havia 115 habitatges, 73 eren l'habitatge principal de la família, 39 eren segones residències i 3 estaven desocupats. 106 eren cases i 3 eren apartaments. Dels 73 habitatges principals, 58 estaven ocupats pels seus propietaris, 12 estaven llogats i ocupats pels llogaters i 3 estaven cedits a títol gratuït; 1 tenia una cambra, 7 en tenien dues, 18 en tenien tres, 21 en tenien quatre i 26 en tenien cinc o més. 52 habitatges disposaven pel capbaix d'una plaça de pàrquing. A 30 habitatges hi havia un automòbil i a 34 n'hi havia dos o més.

### Piràmide de població
La piràmide de població per edats i sexe el 2009 era:
| Homes | Edats   | Dones |
| ----- | ------- | ----- |
| 0     | 95 o +  | 0     |
| 0     | 90 a 94 | 0     |
| 0     | 85 a 89 | 0     |
| 0     | 80 a 84 | 4     |
| 4     | 75 a 79 | 0     |
| 0     | 70 a 74 | 0     |
| 12    | 65 a 69 | 8     |
| 4     | 60 a 64 | 8     |
| 8     | 55 a 59 | 0     |
| 0     | 50 a 54 | 8     |
| 20    | 45 a 49 | 12    |
| 4     | 40 a 44 | 4     |
| 4     | 35 a 39 | 8     |
| 4     | 30 a 34 | 4     |
| 8     | 25 a 29 | 4     |
| 8     | 20 a 24 | 4     |
| 8     | 15 a 19 | 4     |
| 12    | 10 a 14 | 12    |
| 0     | 5 a 9   | 0     |
| 8     | 0 a 4   | 4     |

## Economia
El 2007 la població en edat de treballar era de 122 persones, 85 eren actives i 37 eren inactives. De les 85 persones actives 74 estaven ocupades (46 homes i 28 dones) i 11 estaven aturades (3 homes i 8 dones). De les 37 persones inactives 12 estaven jubilades, 14 estaven estudiant i 11 estaven classificades com a «altres inactius».

### Ingressos
El 2009 a Cricqueville-en-Bessin hi havia 75 unitats fiscals que integraven 195,5 persones, la mediana anual d'ingressos fiscals per persona era de 14.381 €.

### Activitats econòmiques
Dels 6 establiments que hi havia el 2007, 2 eren d'empreses de fabricació d'altres productes industrials, 2 d'empreses de construcció, 1 d'una empresa de comerç i reparació d'automòbils i 1 d'una empresa d'hostatgeria i restauració.
Dels 2 establiments de servei als particulars que hi havia el 2009, 1 era una fusteria i 1 restaurant.
L'any 2000 a Cricqueville-en-Bessin hi havia 11 explotacions agrícoles.

## Poblacions més properes
El següent diagrama mostra les poblacions més properes.